# Kou Lei
Kou Lei (né le 20 novembre 1987 à Pékin) est un pongiste ukrainien d'origine chinoise.
Il remporte la médaille de bronze lors des Jeux européens en 2015 à Bakou.
Il représente l'Ukraine lors des Jeux olympiques depuis 2008. Lors des Jeux olympiques d'été de 2016 à Rio, il bat le français Simon Gauzy dès le 3e tour.
Son meilleur classement mondial est no 34 en septembre 2016.
Il évolue en 2016 dans le championnat de France de tennis de table dans le club de Loire Nord, où il était invaincu en 22 rencontres, puis il a signé pour la saison 2016-2017 dans le club allemand du TTC Zugbrücke Grenzau.